# 2064 Thomsen
A 2064 Thomsen (ideiglenes jelöléssel 1942 RQ) egy marsközeli kisbolygó. Liisi Oterma fedezte fel 1942. szeptember 8-án.